# 米泰普尔
米泰普尔（Mithe Pur），是印度德里South县的一个城镇。总人口41243（2001年）。

## 人口
该地2001年总人口41243人，其中男性23038人，女性18205人；0—6岁人口8007人，其中男4254人，女3753人；识字率66.72%，其中男性为74.92%，女性为56.35%。